# Eta Geminorum
Eta Geminorum (η Geminorum / 7 Geminorum), conosciuta anche con i suoi nomi tradizionali di Propus e Tejat Prior, è un sistema stellare composto da tre componenti nella costellazione dei Gemelli; si tratta della settima stella più luminosa di questa costellazione. Il sistema dista 350 anni luce dalla Terra.

## Osservazione

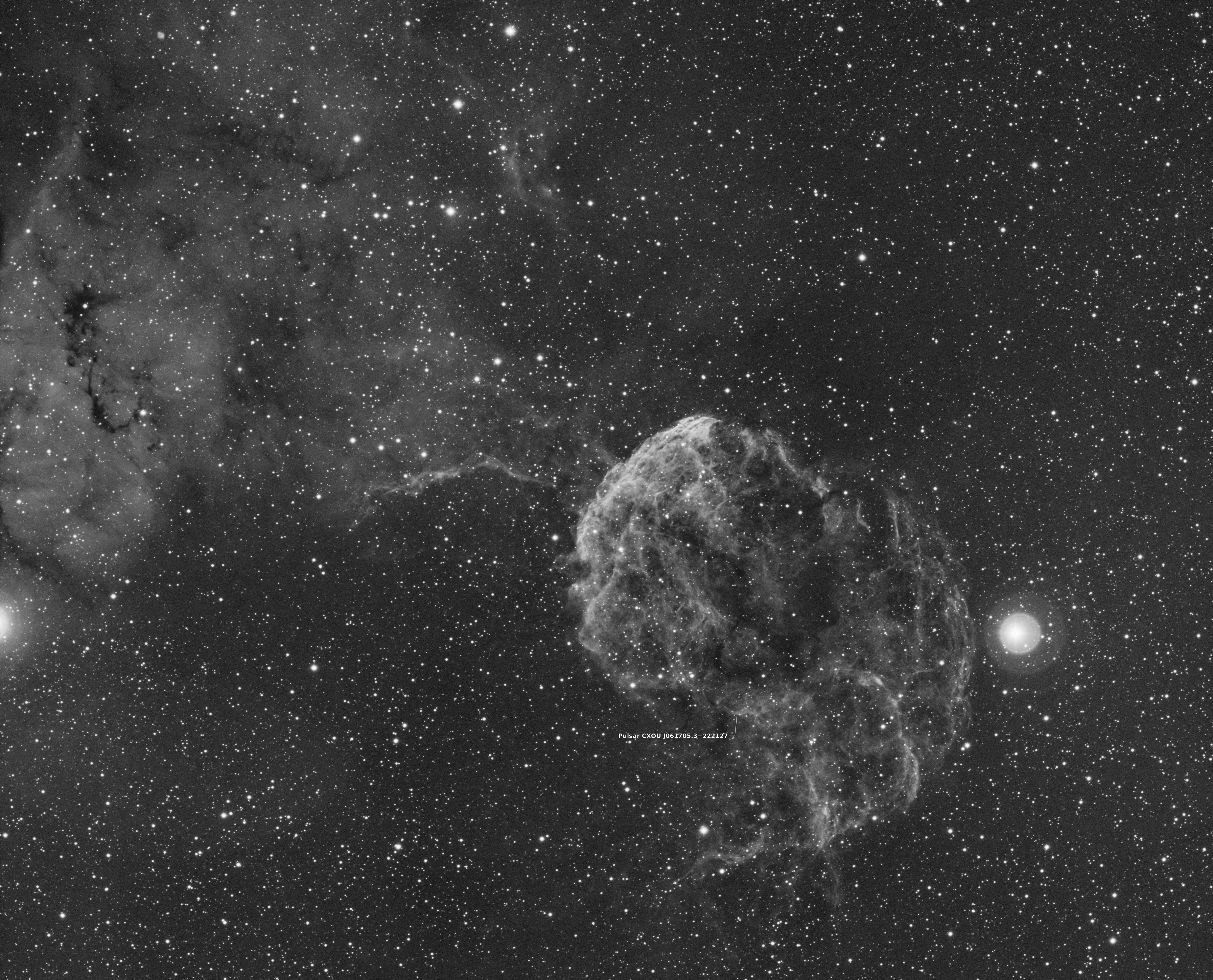
appare alla destra del resto di supernova IC 443, soggetto dell'immagine.

Grazie alla sua posizione non fortemente boreale, può essere osservata dalla gran parte delle regioni della Terra, sebbene gli osservatori dell'emisfero nord siano più avvantaggiati. Nei pressi del circolo polare artico appare circumpolare, mentre resta sempre invisibile solo in prossimità dell'Antartide. Nonostante la sua natura di variabile, la si può osservare anche dai piccoli centri urbani senza difficoltà, sebbene un cielo non eccessivamente inquinato sia maggiormente indicato per la sua individuazione.
Il periodo migliore per la sua osservazione nel cielo serale ricade nei mesi compresi fra fine ottobre e aprile; da entrambi gli emisferi il periodo di visibilità rimane indicativamente lo stesso, grazie alla posizione della stella non lontana dall'equatore celeste.

## Caratteristiche fisiche
La componente principale del sistema, Eta Geminorum A, è a sua volta una binaria spettroscopica; la principale di tale binaria è una gigante rossa variabile semiregolare, la cui  magnitudine varia infatti da +3,15 a + 3,9 in un periodo di 234 giorni. È una stella in un avanzato stadio evolutivo, il cui raggio è circa 130 volte quello solare. In alcune misurazioni dirette si è stimato un raggio di 0,63 U.A., ma come succede in genere alle stelle pulsanti, sia la temperatura che il tipo spettrale variano a seconda della fase della pulsazione.
La compagna, probabilmente una stella di classe B, orbita in un periodo di 8,2 anni attorno al comune centro di massa, a circa 7 UA dalla gigante rossa.
Eta Geminorum B, più distaccata dal sistema principale, è una stella di tipo F o G, paragonabile al Sole o poco più massiccia, ed orbita attorno alla coppia principale in un periodo di 700 anni, a circa 150 UA. Nonostante questa distanza, per un osservatore posto dalle parti della componente B, la principale apparirebbe avere lo stesso diametro angolare del Sole visto dalla Terra.